# Palavas (ö i Finland)
Palavas är en ö i Finland. Den ligger i sjön Päijänne och i kommunen Jyväskylä i den ekonomiska regionen  Jyväskylä ekonomiska region  och landskapet Mellersta Finland, i den södra delen av landet, 210 km norr om huvudstaden Helsingfors. Öns area är 31,9 hektar och dess största längd är 0,9 kilometer i nord-sydlig riktning.